# São Paulo Challenger 2 1982
Il São Paulo Challenger 2 1982 è stato un torneo di tennis facente parte della categoria ATP Challenger Series nell'ambito dell'ATP Challenger Series 1982. Il torneo si è giocato a San Paolo in Brasile dal 16 al 22 agosto 1982 su campi in terra rossa.

## Vincitori

### Singolare
Víctor Pecci ha battuto in finale  José Higueras con il punteggio di 6–3, 4–6, 6–3

### Doppio
Charles Strode /  Morris Strode hanno battuto in finale  Pablo Arraya /  Víctor Pecci con il punteggio di 6–1, 6–4